# Ildebrando Pizzetti
Ildebrando Pizzetti (* 20. September 1880 in Parma; † 13. Februar 1968 in Rom) war ein italienischer Komponist.

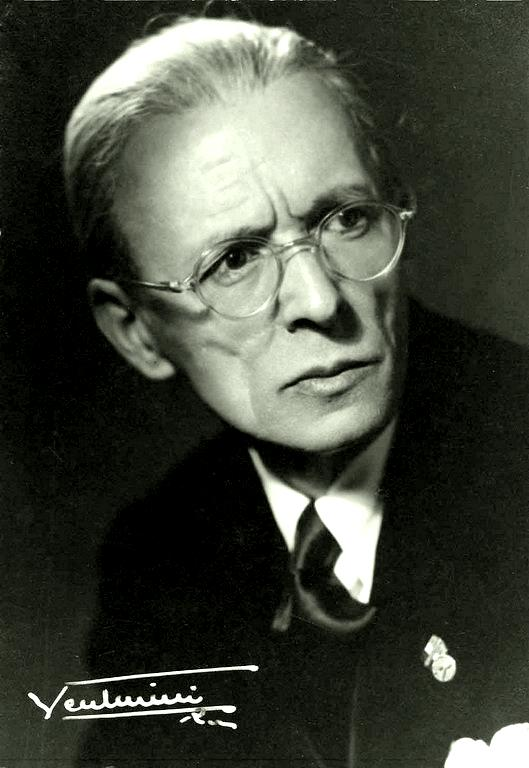
Ildebrando Pizzetti

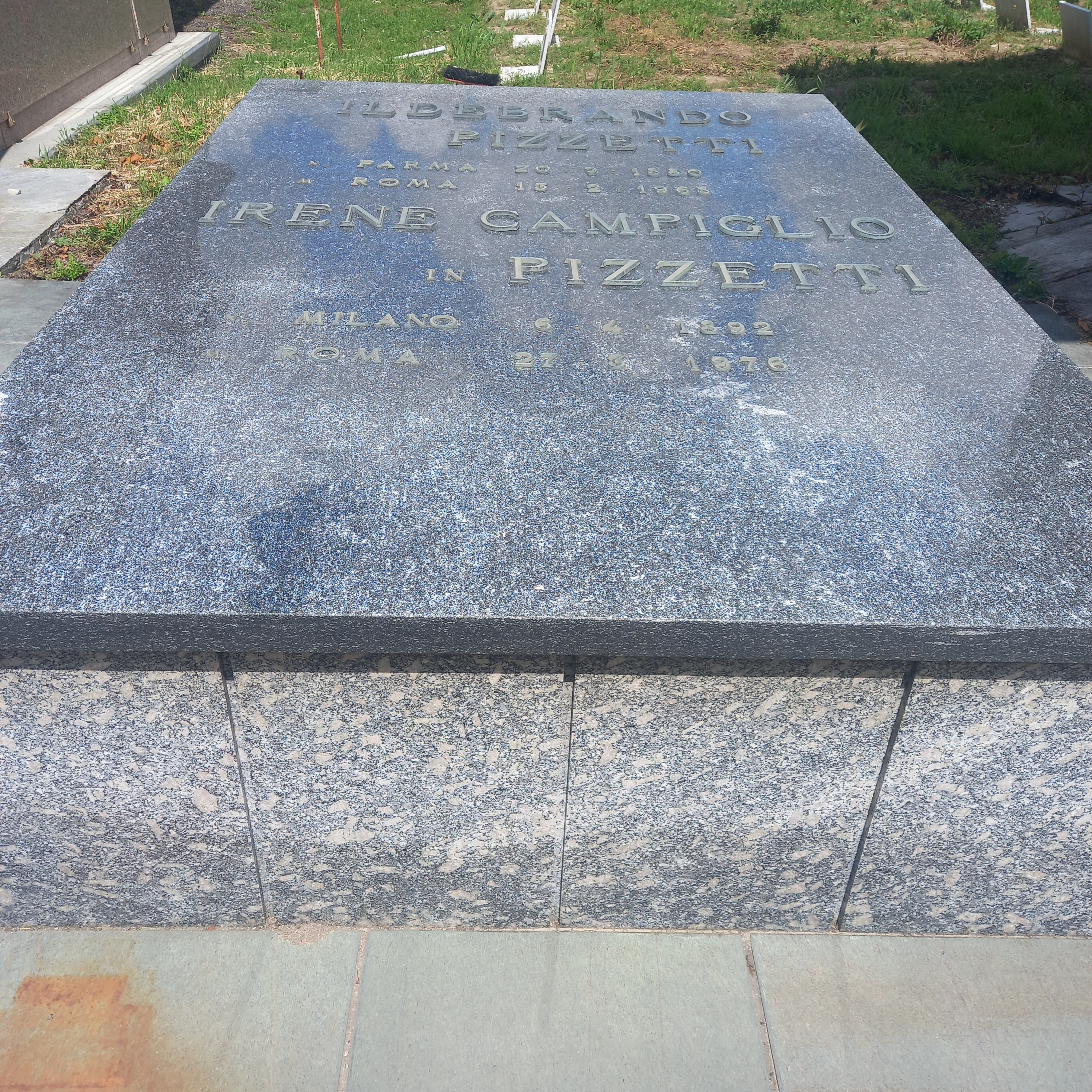
Das Grab von Ildebrando Pizzetti und seiner Ehefrau Irene Campiglio auf dem Cimitero della Villetta in Parma

## Leben
Pizzetti erhielt Klavierunterricht bei seinem Vater Odoardo Pizzetti und studierte von 1895 bis 1901 bei Giovanni Tebaldini Komposition. Bekannt wurde er durch die Schauspielmusik zu La Nave von Gabriele D’Annunzio, die 1908 uraufgeführt wurde. In diesem Jahr wurde er Kompositionslehrer am Konservatorium von Florenz, das er ab 1917 leitete. Seit 1924 war er Leiter des Konservatoriums von Mailand, seit 1936 unterrichtete er Komposition an der Accademia Nazionale di Santa Cecilia in Rom, deren Präsident er 1948/51 war. Er war einer der wirkungsreichsten Kompositionslehrer seiner Zeit und gilt neben Alfredo Casella und Gian Francesco Malipiero als Begründer der modernen italienischen Musik. Pizzetti war aktiver Unterstützer des italienischen Faschismus und unterzeichnete 1925 das „Manifesto degli intellettuali fascisti“.
Er komponierte dreizehn Opern, Schauspielmusikstücke, eine Sinfonie (1940), ein Klavier-, ein Harfen- und ein Cellokonzert, zwei Violinkonzerte, kammermusikalische Werke, ein Requiem (1922), ein De profundis (1938), Chorwerke und Lieder. Daneben verfasste er auch mehrere musiktheoretische Schriften. Für den monumentalen faschistischen Propagandafilm Scipione l’Africano schrieb er die Musik. 1958 wurde er mit einem internationalen Antonio-Feltrinelli-Preis ausgezeichnet.

## Opern
- Fedra (1906–1915)
- Debora e Jaele (1915–1921)
- Lo straniero (1922–1925)
- Fra Gherardo (1925–1927)
- Orseolo (1931–1935); Uraufführung: 4. Mai 1935, Teatro Communale de Firenze, Florenz
- L’oro (1938–1942)
- Vanna Lupa (1947–1949)
- Ifigenia (1950)
- Cagliostro (1952)
- La figlia di Jorio (1952–1954)
- Assassinio nella cattedrale (1955–1957)
- Il calzare d’argento (1961)
- Clitennestra (1961)

## Schriften
- La musica dei Greci (1914)
- Intermezzi critici (1921)
- Musica e dramma (1945)
- La musica italiana dell'Ottocento (1946)